# Big Cypress National Preserve
Das Big Cypress National Preserve ist ein National Preserve im Süden Floridas. Es war mit dem Big Thicket National Preserve eines der ersten Preserves in den USA. Das Schutzgebiet liegt nördlich des Everglades-Nationalparks in einem leicht erhöhten Gebiet und wird mit diesem zusammen durch den National Park Service verwaltet. Es gilt als der wichtigste Lebensraum des vom Aussterben bedrohten Florida-Panthers.

## Geschichte

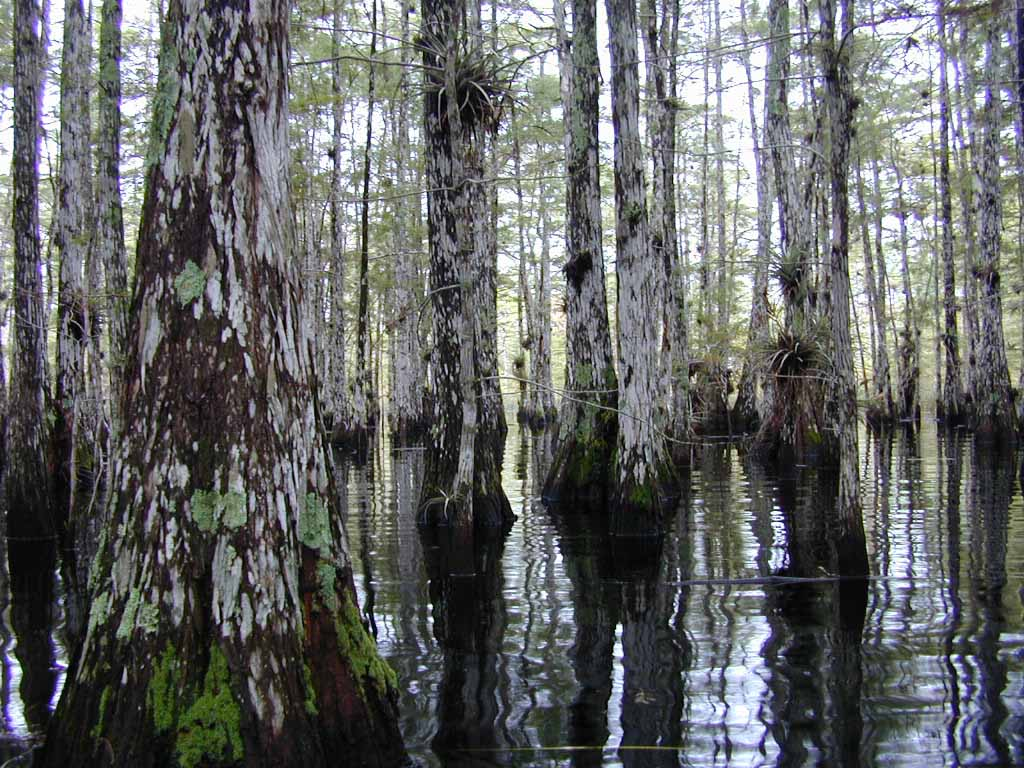
Cypress Dome

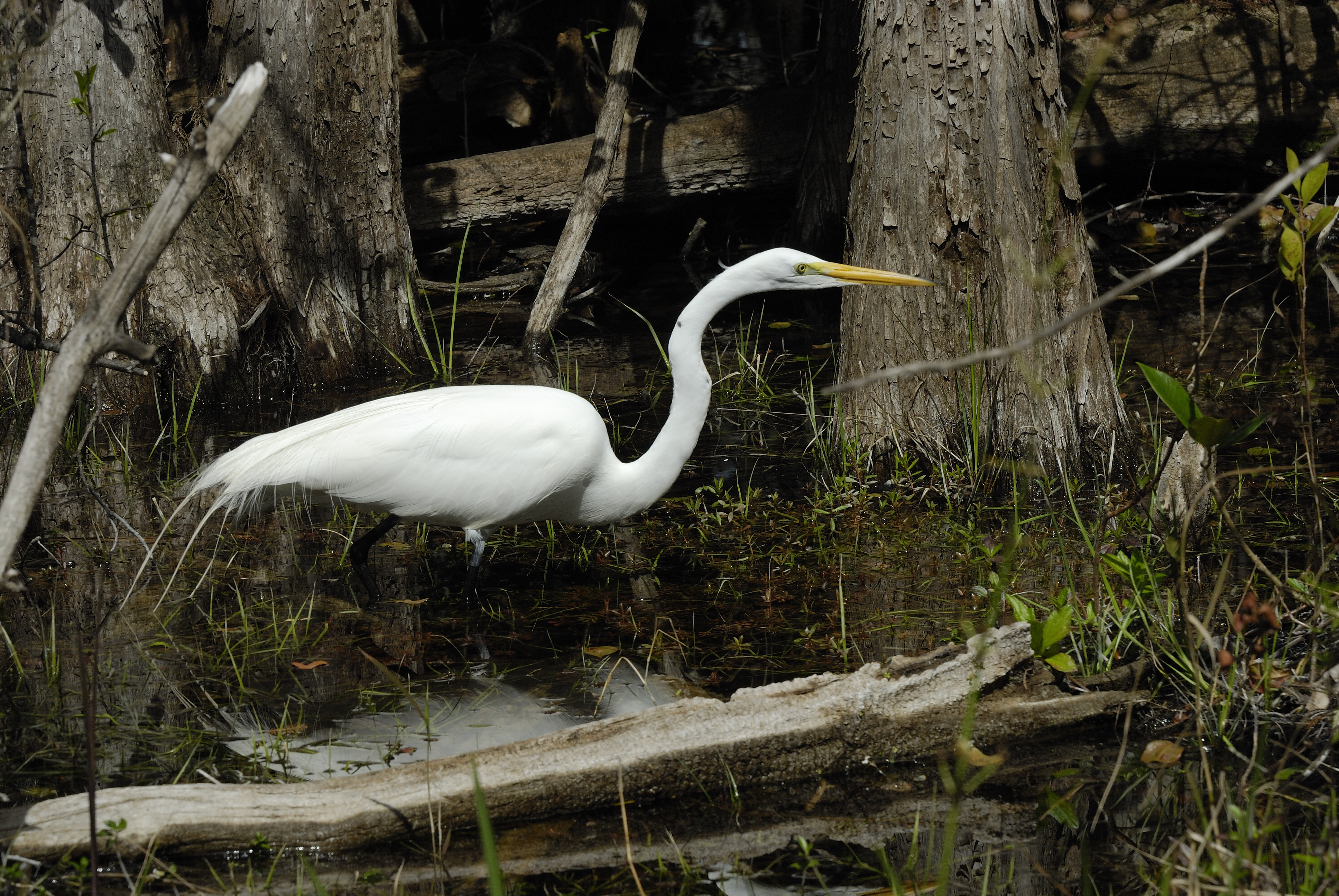
Silberreiher

Vor der Ankunft der Europäer war das Gebiet durch die Mikasuki und Seminolen besiedelt. Von den ersten Siedlern wurden Reiher für Hutmacher in New York und Paris sowie Krokodile und Alligatoren gejagt, bis sie fast ausgerottet waren. Die Holzindustrie fällte die Sumpfzypressen des Primärwaldes der Gegend. Daneben wurde auf einigen Gebieten sogar Ackerbau betrieben.
Am 26. September 1943 entdeckte die Humble Oil Company (heute ExxonMobil) nach 42 Jahren und 80 erfolglosen Bohrversuchen in ganz Florida eine Ölbohrstelle, die 20 Barrels pro Tag förderte. In den 1960er Jahren gab es massive Proteste von Indianern, Jägern und Naturschützern gegen die Verlegung des Flughafens Miami in diese Gegend. Der begonnene Bau wurde schließlich gestoppt und später zum Dade-Collier Training and Transition Airport. Das Schutzgebiet wurde 1974 durch den Kongress der Vereinigten Staaten per Gesetz errichtet.
1996 wurde das Schutzgebiet um fast 600 km² erweitert, unter der Auflage, dass die Flächen für die Jagd und die Freizeitnutzung mit Sumpfbuggies, Geländefahrzeuge mit großvolumigen Stollenreifen, zur Verfügung stehen. Erst Ende 2010 wurde der Entwurf eines Managementplans für die Erweiterung veröffentlicht, in dem rund 200 km an befahrbaren Sumpfpisten zugelassen werden sollen. Dagegen erhoben sich Proteste verschiedener Naturschutzorganisationen, denen der Schutz des Florida-Panthers bei der Entscheidung zu kurz kommt.

## Flora & Fauna
Das Schutzgebiet weist die höchste Biodiversität der Everglades auf. In den Mangrovenwäldern findet man neben Orchideen und Alligatoren auch verschiedene Schlangenarten wie die Wassermokassinotter oder die Diamant-Klapperschlange. Weiterhin kommen neben verschiedenen Vogelarten wie Reiher oder dem Amerika-Schlangenhalsvogel auch der Florida-Schwarzbär vor. Seltener sind Otter, Rotluchse sowie der Karibik-Manati, die Ost-Indigonatter und der Kanadakranich.